# Michael Maze
Michael Maze (Fakse, 1 september 1981) is een Deense tafeltennisser. Hij won in 2004 de Europese Top-12 en werd in 2009 Europees kampioen enkelspel. Hij behoorde in 2005 tot de vijf beste links-spelende spelers ter wereld. Op de Olympische Zomerspelen 2004 behaalde hij samen met zijn landgenoot Finn Tugwell brons in het dubbelspel.
Maze behaalde in oktober 2009 zijn hoogste positie op de ITTF-wereldranglijst: achtste. Hij speelde in competitieverband onder meer voor Borussia Düsseldorf in de Duitse Bundesliga, voor Levallois SC in de Franse Pro A en voor Roskilde Bordtennis Btk 61 in eigen land.

## EK 2009
Maze werd in 2009 op 28-jarige leeftijd voor het eerst Europees kampioen. Op weg naar de titel versloeg hij tot aan de halve finale achtereenvolgens de Zweed Andreas Tornqvist (4-0), Fin Benedek Oláh (4-0), Oostenrijker Xiaoquan Feng (4-0), Serviër Aleksandar Karakašević (4-1) en Fransman Christophe Legoût (4-2). In de halve eindstrijd trof Maze vervolgens titelverdediger Timo Boll, die drie eerdere EK-titels in het enkelspel won waaronder die van 2007 en 2008. De Deen trof Boll niettemin ook al in het toernooi voor landenteams tijdens hetzelfde EK in Stuttgart. Maze versloeg de voormalig World Cup winnaar in beide gevallen, ditmaal met 4-3. In de finale won hij vervolgens afgetekend met 4-1 van oud-wereldkampioen Werner Schlager, die hij eerder ook versloeg in de eindstrijd van de Europese Top-12 in 2004.

## Erelijst
- Winnaar Europese Top-12 2004, brons in 2003, 2006 en 2009
- Europees kampioen enkelspel 2009
- Europees kampioen landenteams 2005 (met Denemarken)
- Brons wereldkampioenschappen tafeltennis 2005 enkelspel
- Brons dubbelspel Olympische Zomerspelen 2004 (met Finn Tugwell)

ITTF Pro Tour:
Enkelspel:
- Kwartfinale ITTF Pro Tour Grand Finals 2004
- Winnaar Denemarken Open 2004
- Verliezend finalist Polen Open 2008

Dubbelspel:
- Halve finale ITTF Pro Tour Grand Finals 2004 (met Finn Tugwell)
- Verliezend finalist Denemarken Open 2004 (met Finn Tugwell)